# Казимир-Перье, Огюст
Огюст Казимир-Перье (1811—1876) — французский дипломат и политик.
Занимал во время июльской монархии различные дипломатические должности. Служил во французских посольствах в Лондоне, Брюсселе, был поверенным в делах в Санкт-Петербурге. После отъезда посла де Баранта и до 1843 г. исполнял обязанности посла. Затем был полномочным министром в Ганновере.
В 1846 г. был избран депутатом и вступил в палату приверженцем Гизо, но не безусловным. Когда Гизо зашел слишком далеко по пути реакции, Перье стал сторонником Тьера. В 1849 г. избран в законодательное собрание, где поддерживал политику Елисейского дворца, пока декабрьский переворот не оттолкнул его от Наполеона III, он удалился в частную жизнь и занялся сельским хозяйством в одном из своих имений. В 1869 г. безуспешно выступал кандидатом в законодательный корпус.
Во время франко-прусской войны он спокойно жил в своем имении, но по ложному доносу был арестован пруссаками и чуть не подвергся военному суду; освобожден лишь после заключения мира.
В феврале 1871 г. избран в законодательное собрание, где примкнул к левому центру и заявил себя республиканцем, но консервативным, не разрывая своих близких отношений к принцам Орлеанского дома. С октября 1871 г. по февраль 1872 г. был министром внутренних дел. В 1876 г., незадолго до смерти, перешел в сенат.